# Fuerzas de Orden y Seguridad de Chile

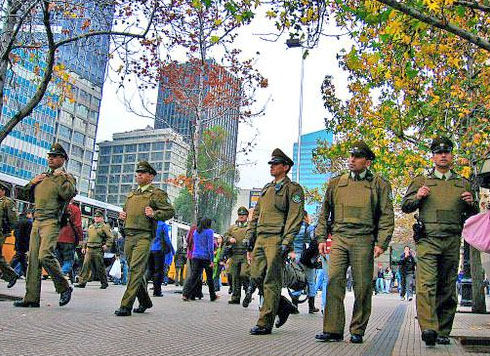
La police militaire du Chili, les Carabineros.

Les Fuerzas de Orden y Seguridad du Chili sont composées exclusivement des Carabineros de Chile et la Policía de Investigaciones. La Constitución Política de Chile signale qu'ils existent pour faire appliquer la justice, et garantir l'ordre et la sécurité publique à l'intérieur du pays.
Le corps des Carabineros est une gendarmerie, institution hautement militarisée appliquant les lois civiles. De plus, avec la Policía de Investigaciones, ils sont des professionnels, possède une hiérarchie et sont disciplinés. La Carta Fundamental (Charte fondamentale) signale que ces organismes dépendent du ministère chargée de la Sécurité Publique, actuellement le Ministère de l'Intérieur et Sécurité Publique.
Ces institutions jouent le rôle de police judiciaire, relevant d'abord des ordres et demandes du Pouvoir Judiciaire du Chili et du Ministère Public.